# Blatnice pod Svatým Antonínkem
Blatnice pod Svatým Antonínkem é uma comuna checa localizada na região de Morávia do Sul, distrito de Hodonín.